# ستيفان كونز
ستيفان كونز (بالألمانية: Stefan Kunz)‏ هو متزحلق ليختنشتاني، ولد في 31 يناير 1972 في فادوتس في ليختنشتاين.

## وصلات خارجية
- ستيفان كونز على موقع الاتحاد الدولي للتزلج (التزلج الريفي) (الإنجليزية)
- ستيفان كونز على موقع أوليمبيديا (الإنجليزية)